# Ernesto Chevantón
Ernesto Javier Chevantón (* 12. August 1980 in Juan Lacaze, Uruguay; eigentlich Ernesto Javier Chevantón Espinosa) ist ein ehemaliger uruguayischer Fußballspieler.

## Verein
Ab der Spielzeit 1996/97 bis zum Ende der Spielzeit 2000/01 wird er im Erstligakader Danubios geführt. In diesem Zeitraum sind 55 Ligaspiele mit 50 erzielten Toren für Chevantón verzeichnet. Andere Quellen führen für ihn 62 Spiele und 53 Tore bei Danubio an. 2000 wurde er in Diensten von Danubio stehend mit 33 Treffern Torschützenkönig der Primera División Uruguays. In der Saison 2000/01 wechselte er vom uruguayischen Verein Danubio nach Italien zu US Lecce, wo er 88 Spiele absolvierte und 45 Tore schoss. 2004 ging Chevantón nach Frankreich in die Ligue 1 zum AS Monaco. Bereits nach zwei Jahren wechselte er nach starken Leistungen nach Spanien zum FC Sevilla. Die seinerzeitige Ablösesumme in Höhe von neun Millionen Euro ließ ihn zum bis dato teuersten Spieler Sevillas werden. In der Rückrunde der Saison 2008/09 fiel er mit einer Knieverletzung über Monate aus. Anfang Januar 2010 wurde er bis zum Saisonende zu Atalanta Bergamo verliehen. Zur Saison 2010/11 kehrte Chevanton ablösefrei zu US Lecce zurück. In der Spielzeit 2011/12 stand er in Argentinien bei CA Colón unter Vertrag und absolvierte 15 Liga-Partien, in denen er sechs Tore erzielte. Im April 2012 erlitt der im Verlaufe seiner Karriere wiederholt von Verletzungen betroffene Chevantón in der Partie gegen die Argentinos Juniors einen Achillessehnenriss. Anschließend schloss er sich wieder dem nunmehr wegen der Verwicklung in den Korruptionsskandal im italienischen Fußball in der Lega Pro Prima Divisione spielenden US Lecce an, bei denen er im Juli 2012 einen Vertrag auf Lebenszeit unterschrieb. Für Aufsehen sorgten die Vertragskonditionen, denn der zuvor hochbezahlte Spieler gab sich mit einem Monatssalär von 900 Euro zufrieden. Diese Entscheidung traf er vor dem Hintergrund eines ebenso vorliegenden Angebots des kanadischen Vereins Toronto, der ihm ein Jahresgehalt von 600.000 Euro offeriert hatte. Chevantón bestritt 2012/13 14 Meisterschaftsspiele für Lecce. Dabei traf er sechsmal. Aufgrund der wirtschaftlichen Schwierigkeiten seines Vereins erhielt er im weiteren Verlauf von Lecce die Freigabe. Am 25. September 2013 wurde vermeldet, dass er beim englischen Zweitligisten Queens Park Rangers einen Vertrag bis Heiligabend 2013 unterschrieben hat. Bei den Engländern wurde er zweimal (kein Tor) in der Liga eingesetzt und spielte dabei insgesamt nur 20 Minuten. Nach Vertragsende äußerte er den Wunsch, seine Karriere nun in der uruguayischen Heimat fortsetzen zu wollen und in Kürze mit Danubio über ein mögliches Engagement zu verhandeln.
Letztlich schloss er sich im Januar 2014 in seiner uruguayischen Heimat dem Erstligisten Liverpool Montevideo an. Dort kam er in der restlichen Saison 2013/14 in der Primera División zehnmal zum Einsatz und schoss drei Tore. Am Saisonende stieg er mit dem Klub in die Segunda División ab. Nachdem er seit dem Abstieg kein offizielles Spiel mehr absolvierte, verkündete der inzwischen wieder in Italien lebende Uruguayer am 1. September 2015 sein Karriereende als Profifußballspieler.

## Nationalmannschaft
Chevantón nahm mit der uruguayischen U-20-Nationalmannschaft an der U-20-Südamerikameisterschaft 1999 teil. Dort war er mit vier Treffern erfolgreichster Schütze seiner Mannschaft und gewann mit der Celeste den Vize-Südamerikameistertitel. Im Verlaufe des Turniers wurde er von Trainer Víctor Púa neunmal eingesetzt. Auch gehörte er dem Kader bei der U-20-Fußball-Weltmeisterschaft 1999 in Nigeria an, bei der Uruguay den 4. Platz belegte. Zu seinen dortigen Mitspielern zählten unter anderem Diego Forlán und Diego Pérez. In der uruguayischen U-23-Auswahl kam er beim "Torneo Preolímpico" in Brasilien im Jahr 2000 in vier Länderspielen (kein Tor) zum Einsatz. Ebenfalls wurde Chevantón in der uruguayischen A-Nationalmannschaft in 22 Spielen eingesetzt. Er debütierte dabei am 13. Juli 2001 bei der Copa América 2001 im Spiel gegen Bolivien. Sein letzter Einsatz in der Celeste datiert vom 11. Oktober 2008.

## Erfolge
- Junioren-Vize-Südamerikameister 1999
- Torschützenkönig der Primera División (Uruguay) 2000